# Marijke Vos

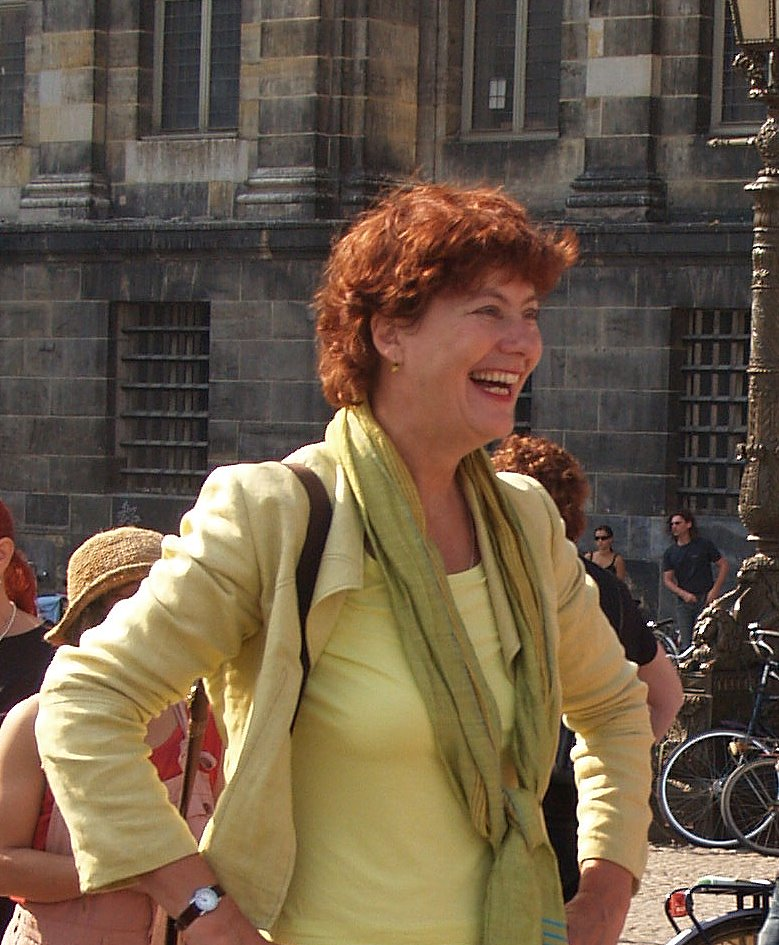
Marijke Vos

Marijke Vos (* 4. Mai 1957 in Leidschendam) ist eine niederländische Politikerin der GroenLinks.

## Leben
Vos studierte Biologie an der Universität Wageningen. Von 1990 bis 1994 war sie Parteivorsitzende von GroenLinks, von 1994 bis 2005 Abgeordnete in der Zweiten Kammer der Generalstaaten. Von 2006 bis 2010 war sie Dezernentin in Amsterdam. Vos ist seit 2011 Senatorin in der Ersten Kammer der Generalstaaten.